# 우리들의 교복시절
"우리들의 교복시절"(夜校女生)는 2025년 대만의 드라마다.

## 캐스팅

### 주연
- 진언비 - 펑윈아이 역
- 항첩여 - 뤄자민 역
- 구이태 - 루커 역

### 조연
- 계근 - 펑윈아이의 엄마 역

## 참고 사항
- 2025년 제19회 시카고 아시안 필름 페스티벌에서 관중이 뽑은 영화상과 반짝스타상(진언비)을 수상하였다.